# (21570) Muralidhar
(21570) Muralidhar (1998 RK33) – planetoida z pasa głównego asteroid okrążająca Słońce w ciągu 4,17 lat w średniej odległości 2,59 j.a. Odkryta 14 września 1998 roku.